# La Pobla de Vallbona
Pour les articles homonymes, voir Puebla.
La Pobla de Vallbona, en valencien et officiellement, (Puebla de Vallbona en castillan), est une commune d'Espagne de la province de Valence dans la Communauté valencienne. Elle est située dans la comarque du Camp de Túria et dans la zone à prédominance linguistique valencienne.

## Géographie

Localisation de La Pobla de Vallbona
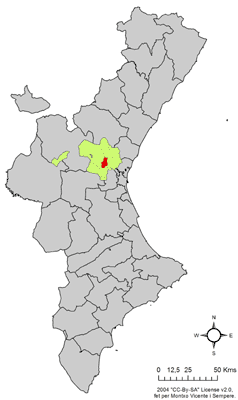
dans la Communauté valencienne.
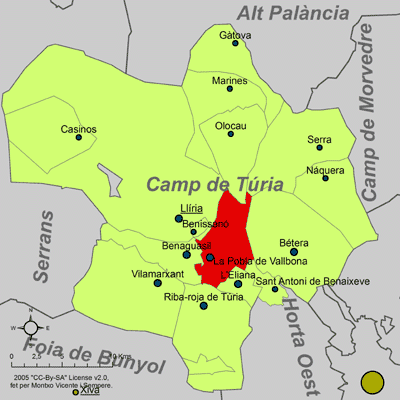
dans la comarque du Camp de Túria.

### Localités limitrophes
Le territoire communal de La Pobla de Vallbona est voisin de celui des communes suivantes :
Llíria, Benisanó, Olocau, Serra, Bétera, San Antonio de Benagéber, L'Eliana, Riba-roja de Túria et Benaguasil, toutes situées dans la province de Valence.

### Infrastructures et voies d'accès
La commune de La Pobla de Vallbona est desservie par la ligne 1 du métro de Valence.

## Patrimoine architectural
- Église Saint-Jacques : édifice alliant style gothique et style néo-classique, décoré de fresques et contenant un retable du XVe siècle en style gothique international consacré à l'apôtre Jacques par Juan Reixach.
- Ermitage de Saint-Sébastien : contient un pupitre gothique.

## Démographie
| 1990  | 1992  | 1994  | 1996  | 1998   | 2000   | 2002   | 2004   | 2005   | 2006   |
| ----- | ----- | ----- | ----- | ------ | ------ | ------ | ------ | ------ | ------ |
| 7.947 | 8.122 | 8.614 | 9.871 | 10.563 | 11.757 | 13.068 | 15.160 | 17.114 | 19.387 |

## Administration
Liste des maires, depuis les premières élections démocratiques.
| Législature | Nom du Maire                                                                       | Parti politique |
| ----------- | ---------------------------------------------------------------------------------- | --------------- |
| 1979-1983   | Vicente Alba Puertes                                                               | AP              |
| 1983-1987   | Vicente Alba Puertes                                                               | AP              |
| 1987-1991   | Vicente Alba Puertes                                                               | AP              |
| 1991-1995   | Vicente Alba Puertes                                                               | PP              |
| 1995-1999   | Vicente Alba Puertes                                                               | PP              |
| 1999-2003   | Vicente Alba Puertes                                                               | PP              |
| 2003-2007   | Vicente Alba Puertes (jusqu'en 2005) / Guillermo García Báguena (à partir de 2005) | PP/PSPV-PSOE    |
| 2007-2011   | Mari Carmen Contelles Llopis                                                       | PP              |

### Sources
- (es) Cet article est partiellement ou en totalité issu de l’article de Wikipédia en espagnol intitulé « Puebla de Vallbona » (voir la liste des auteurs).
- (es) Varaciones de los municipios de España desde 1842, Ministerio de administraciones públicas, octobre 2008, 364 p. (lire en ligne) [PDF]